# This England
This England é uma minissérie de televisão britânica de 2022 escrita por Michael Winterbottom e Kieron Quirke. Estreou na Sky Atlantic e Now em 28 de setembro de 2022. É estrelada por Kenneth Branagh no papel do Primeiro-Ministro Boris Johnson, e Ophelia Lovibond como Carrie Symonds.

## Enredo
Boris Johnson vence as eleições de 2019 e se prepara para assumir o governo; o COVID-19 surge em Wuhan, e os casos aumentam na China, e se espalham pela Ásia e Europa; Boris se prepara para o Brexit.

## Elenco
- Kenneth Branagh como Boris Johnson[3]
- Simon Paisley Day como Dominic Cummings
- Ophelia Lovibond como Carrie Symonds
- Andrew Buchan como Matt Hancock
- Derek Barr como Lee Cain
- James Corrigan como Isaac Levido
- Jimmy Livingstone como Prof. Chris Whitty
- Simon Treves como Prof. Sir Stephen Powis, Diretor Médico NHS Inglaterra
- Julia Farino como Amanda Pritchard, Diretor de Operações, NHS Inglaterra
- Simon Lowe como James Slack
- Philip Buck como Martin Reynolds
- Neil Stuke como Funcionário público sênior do Departamento de Saúde
- Shri Patel como Rishi Sunak
- Aimée Kelly como Alison and Elise Larkin
- Joe Bannister como Jack Doyle
- Greta Bellamacina como Cleo Watson
- Rina Mahoney como Julie
- Olivier Huband como Jamie Njoku-Goodwin
- Adrian Harris como Duncan Selbie
- Alec Nicholls como Sir Patrick Vallance
- Ben Lloyd-Hughes como Ben Gascoigne
- Michael Colgan como Gabriel Milland
- Salima Saxton como Teena
- Wasim Zakir como Dr. Amir Hamdi
- Tom Andrews como Dr. Tom Armstrong
- Justin Edwards como Mark Sedwill
- Lee Comley como Ben
- Ravin J. Ganatra como Roshan
- Helen Monks como Jodie
- Albin Calderon como Manny
- Heather Peace como Mary Wakefield
- Ruth Redman como Yvonne Doyle
- Isabella Javor como Lara
- Roisin Rae como Sally
- Joan Walker como Sharon Peacock
- Adam Oakley como Assessor de Imprensa do Governo (sem créditos)
- Rachel Sophia-Anthony como Lola Aldenjana (sem créditos)
- Julie Williamson como Funcionário da Downing Street (sem créditos)
- Michael Barron como Edward Lister, Barão Udny-Lister (sem créditos)
- Jarek Ciepichal como Agente de Proteção Policial (sem créditos)
- Richard Tree como Funcionário da Downing Street (sem créditos)
- Tony Hood como Guarda de segurança nº 10 (sem créditos)

## Recepção
A série recebeu críticas mistas, com alguns críticos achando que era muito cedo para tal drama. The Independent disse: "aí vem o programa que precisamente ninguém estava pedindo". O New York Times disse que "estreou com audiência sólidas" e disse: "Isso se soma a uma descrição comovente da pressão sobre os profissionais de saúde e do medo, dor e muitas vezes mortes solitárias daqueles ligados a ventiladores". O The Times elogiou a série e chamou-a de "Um empreendimento impressionante, mas não é fácil de assistir". O Irish Times disse: "Se você tiver estômago para o material, este programa é extremamente assistível". Branagh foi elogiado por sua atuação, com o The Times chamando-o de hipnotizante.
No Rotten Tomatoes, a série detém um índice de 41% de aprovação, com base em 17 críticas. O consenso dos críticos do site diz: "Embora a tentativa de This England de engarrafar a história muito recente seja admirável, sua representação prematura acaba sendo mais uma caricatura do que um retrato convincente".